# Bobnarski stolp v Šjanu
Bobnasti stolp v Šjanu (kitajsko: 西安鼓楼), ki stoji v središču Šjana, glavnega mesta province Šaanši v severozahodni Kitajski, je skupaj z zvonikom simbol mesta. Zgrajen je bil leta 1380 v zgodnji dinastiji Ming (obdobje Hongvu), se dviga nad mestnim središčem in ponuja neverjeten razgled na Šjan. Bobnasti stolp stoji v pretežno muslimanskem okrožju Šjana, znanem kot muslimansko okrožje Bobnastega stolpa (DTMD).
Bobnasti stolp je dobil ime po ogromnem bobnu, ki je v stavbi. V nasprotju z zvonikom, kjer so zvonili ob zori, so bobnali ob sončnem zahodu, da bi označili konec dneva.
V prvem nadstropju Bobnastega stolpa je dvorana, v kateri visi veliko velikih bobnov. Vsak je okrašen z lastno in lepo kitajsko pisavo, ki simbolizira srečo. Impresivne vrste bobnov so samo na ogled in obiskovalci se jih ne smejo dotakniti. V bližini glavnega vhoda pa je dodaten boben, kjer se lahko obiskovalci za majhno plačilo fotografirajo.
V Bobnarskem stolpu je tudi muzej bobnov, kjer so na ogled različni bobni, nekateri od njih so stari tisoče let. Tukaj vsak dan poteka bobnarska predstava. Z vrha stolpa se odpira panoramski razgled na mesto.

## Galerija
- Drum Tower from east
- Drum Tower in night